# Bathythrix alter
Bathythrix alter är en stekelart som först beskrevs av Geoffrey John Kerrich 1942.
Bathythrix alter ingår i släktet Bathythrix och familjen brokparasitsteklar. Inga underarter finns listade i Catalogue of Life.